# Disintegration
Disintegration（ディスインテグレーション）は、2002年6月26日に発売されたI'veのインディーズアルバム。
I've Girls Compilationシリーズ第3弾。価格は2,940円。品番はICD-66005。前作同様ソフトウェアを取り扱っている店舗のみでの発売となった。アルバムタイトルの「Disintegration」とは日本語で「崩壊」という意味で、ジャケットは大きくI'veのロゴマークが崩壊しそうな様に描かれている。
またこのCDのブックレットと裏ジャケットに記載されている収録曲名がI've公式サイトに記載されている収録曲名と数多く間違いがある。
主な誤字脱字は以下の通りである。
1. 涙の誓い -Album Mix- ／ブックレットと裏ジャケットには「-Album mix-」と記載されていない。
2. Wing my Way -Album Mix- ／ブックレットと裏ジャケットには「-Album mix-」と記載されていない。
3. DROWNING -Album Mix- ／ブックレットと裏ジャケットには「-Album mix-」と記載されていない。
4. 君よ、優しい風になれ／ブックレットには「、」がなく代わりにスペース（空白）になっている。裏ジャケットは「、」がある。
5. birthday eve／ブックレットと裏ジャケットが頭文字の「b」が大文字の「B」になっている。
6. Disintegration／ブックレットには頭文字の「D」が小文字の「d」になっている。裏ジャケットは大文字の「D」のままである。

このCD以降に発売されている「I've Girls Compilation」シリーズにはアートブック等に「-Album mix-」とちゃんと記載されている。

## 収録曲
1. 涙の誓い -Album Mix-／KOTOKO
  - 作詞・作曲・編曲：高瀬一矢
2. flow -水の生まれた場所-／KOTOKO
  - 作詞：KOTOKO／作曲・編曲：中沢伴行
3. I can't get over your best smile／KOTOKO
  - 作詞：KOTOKO／作曲・編曲：高瀬一矢
  - オリジナルより多少カットされて短くなっている。
4. FLY TO THE TOP／MELL
  - 作詞・作曲・編曲：高瀬一矢
5. To lose in amber／島宮えい子
  - 作詞：SAYUMI／作曲・編曲：高瀬一矢
  - オリジナルと比べ、間奏部分が編曲されている。
6. resolution of soul／KOTOKO
  - 作詞：KOTOKO／作曲・編曲：高瀬一矢
7. Wing my Way -Album Mix-／KOTOKO
  - 作詞：KOTOKO／作曲：高瀬一矢／編曲：高瀬一矢、wata
8. DROWNING -Album Mix-／MOMO
  - 作詞：KOTOKO／作曲・編曲：高瀬一矢
9. Belvedia／SHIHO
  - 作詞：SAYUMI／作曲・編曲：高瀬一矢
10. 君よ、優しい風になれ／KOTOKO
  - 作詞：都築真紀、KOTOKO／作曲・編曲：高瀬一矢
11. birthday eve／SHIHO
  - 作詞：元長柾木／作曲・編曲：高瀬一矢
12. Disintegration／Lia
  - 作詞：Ben／作曲・編曲：高瀬一矢
13. 王子よ-月の裏から-／島宮えい子
  - 作詞：MELL／作曲・編曲：中坪淳彦

## タイアップ
| 曲名                             | タイアップ                                                                  |
| -------------------------------- | --------------------------------------------------------------------------- |
| 涙の誓い                         | PCゲーム『とらいあんぐるハート3 〜Sweet Songs Forever〜』オープニングテーマ |
| flow -水の生まれた場所-          | PCゲーム『水素〜1/2の奇蹟〜』オープニングテーマ                             |
| I can't get over your best smile | TVアニメ『おねがい☆ティーチャー』イメージソング                             |
| FLY TO THE TOP                   | PCゲーム『MAVERICK MAX』オープニングテーマ                                  |
| To lose in amber                 | PCゲーム『奴隷市場』オープニングテーマ                                      |
| resolution of soul               | PCゲーム『D+VINE［LUV］』主題歌                                             |
| Wing my Way                      | PCゲーム『ファーランドシンフォニー』オープニングテーマ                      |
| DROWNING                         | PCゲーム『凌辱痴漢地獄』エンディングテーマ                                  |
| Belvedia                         | PCゲーム『DeepZero』オープニングテーマ                                      |
| 君よ、優しい風になれ             | PCゲーム『とらいあんぐるハート3 リリカルおもちゃ箱』エンディングテーマ      |
| birthday eve                     | PCゲーム『Sense Off』エンディングテーマ                                     |